# ルワジ・ンヴォヴォ
ルワジ・ンヴォヴォ（Lwazi Mvovo、1986年6月3日 - ）は、南アフリカ・ウムタタ出身のラグビー選手。

## プロフィール
- ポジションはウィング(WTB)、フルバック(FB)。
- 身長 185cm、体重 91kg
- ニックネームはZoomi。
- 南アフリカ代表キャップ数は17(2020年5月現在)でラグビーワールドカップ2015の南アフリカ代表に選ばれた[1]。

## 略歴
マリアロウ高校、シャークス、シャークスを経て、2017年、キヤノンイーグルスに加入。同年8月26日に行われたジャパンラグビートップリーグ第2節のパナソニック ワイルドナイツ戦に先発出場で日本での公式戦初出場を果たした。
2018年、キヤノンイーグルスを退団した。